# VI legislatura della Repubblica Italiana
La VI Legislatura della Repubblica Italiana è stata in carica dal 25 maggio 1972 al 4 luglio 1976.

## Cronologia
Venne approvata la riforma del diritto di famiglia.

## Governi
- Governo Andreotti II
  - Dal 26 giugno 1972 al 7 luglio 1973
  - Presidente del Consiglio dei ministri: Giulio Andreotti

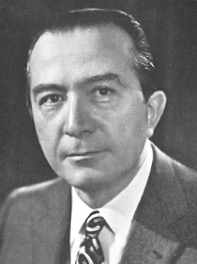
Giulio Andreotti, Presidente del Consiglio dal 26 giugno 1972 al 7 luglio 1973.

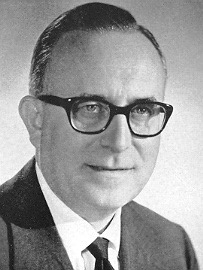
Mariano Rumor, Presidente del Consiglio dal 7 luglio 1973 al 23 novembre 1974.

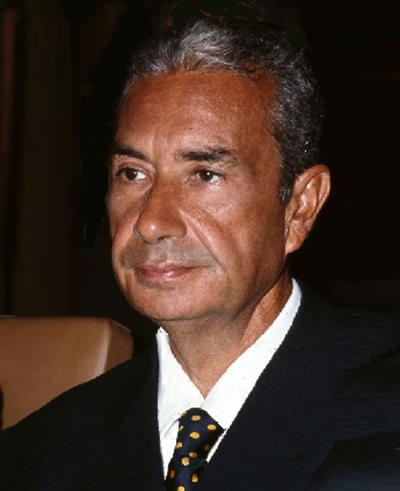
Aldo Moro, Presidente del Consiglio dal 23 novembre 1974 al 29 luglio 1976.

  - Composizione del governo: DC, PLI, PSDI
- Governo Rumor IV
  - Dal 7 luglio 1973 al 14 marzo 1974
  - Presidente del Consiglio dei ministri: Mariano Rumor
  - Composizione del governo: DC, PSI, PSDI, PRI
- Governo Rumor V
  - Dal 14 marzo 1974 al 23 novembre 1974
  - Presidente del Consiglio dei ministri: Mariano Rumor
  - Composizione del governo: DC, PSI, PSDI
- Governo Moro IV
  - Dal 23 novembre 1974 al 12 febbraio 1976
  - Presidente del Consiglio dei ministri: Aldo Moro
  - Composizione del governo: DC, PRI
- Governo Moro V
  - Dal 12 febbraio 1976 al 29 luglio 1976
  - Presidente del Consiglio dei ministri: Aldo Moro
  - Composizione del governo: DC

## Camera dei deputati

### Ufficio di presidenza

#### Presidente
Sandro Pertini (PSI) - L'elezione è avvenuta il 25 maggio 1972.

#### Vicepresidenti
- Benigno Zaccagnini (DC) [fino al 22/10/1975]
- Oscar Luigi Scalfaro (DC) [dal 22/10/1975]
- Roberto Lucifredi (DC)
- Arrigo Boldrini (PCI)
- Nilde Iotti (PCI)

#### Questori
- Michele Tantalo (DC)
- Guido Ceccherini (PSDI)
- Franco Busetto (PCI)

#### Segretari
- Luigi Girardin (DC)
- Michele Pistillo (PCI)
- Aldo D'Alessio (PCI)
- Dino Moro (PSI)
- Antonio Guarra (MSI-DN)
- Arnaldo Armani (DC)
- Gennaro Papa (PLI) [fino al 22/09/1975]
- Aristide Gunnella (PRI) [fino al 30/06/1972]
- Pietro Serrentino (PLI) [dal 22/10/1975]
- Ennio D'Aniello (PRI) [dal 27/07/1972]

### Capigruppo parlamentari
| Gruppo parlamentare | Gruppo parlamentare                           | Presidente | Seggi     |
| ------------------- | --------------------------------------------- | --- | --------- |
|                     | Democrazia Cristiana                          | Flaminio Piccoli | 263 / 629 |
|                     | Partito Comunista Italiano                    | Alessandro Natta | 175 / 629 |
|                     | Partito Socialista Italiano                   | Luigi Bertoldi [fino al 07/07/1973] Luigi Mariotti [dal 27/07/1973]                                                                                     | 61 / 629  |
|                     | Movimento Sociale Italiano - Destra Nazionale | Ernesto De Marzio | 55 / 629  |
|                     | Partito Socialista Democratico Italiano       | Flavio Orlandi [fino al 27/06/1972] Antonio Cariglia [dal 27/06/1972]                                                                                   | 30 / 629  |
|                     | Partito Liberale Italiano                     | Aldo Bozzi [fino al 26/06/1972] Alberto Giomo [dal 12/07/1972 al 15/10/1975] Fausto Samuele Quilleri [dal 15/10/1975]                                   | 20 / 629  |
|                     | Partito Repubblicano                          | Ugo La Malfa [fino al 07/07/1973] Oronzo Reale [dal 12/07/1973 al 23/11/1974] Oddo Biasini [dal 16/12/1974 al 24/02/1976] Oronzo Reale [dal 24/02/1976] | 15 / 629  |
|                     | Misto                                         | Luigi Anderlini | 10 / 629  |

### Commissioni parlamentari
| #    | Commissione | Presidente                                           | Presidente                                      |
| ---- | --- | ---------------------------------------------------- | ----------------------------------------------- |
| I    | Affari costituzionali, organizzazione dello stato, regioni, disciplina generale del rapporto di pubblico impiego |                                                      | Roland Riz (Misto)                              |
| II   | Affari della Presidenza del Consiglio, affari interni e di culto, enti pubblici                                  |                                                      | Antonio Cariglia (PSDI)                         |
| III  | Affari esteri, emigrazione                                                                                       |                                                      | Aldo Moro (DC) [fino al 07/07/1973]             |
| III  | Affari esteri, emigrazione                                                                                       | Giulio Andreotti (DC) [dal 18/09/1973 al 14/03/1974] |                                                 |
| III  | Affari esteri, emigrazione                                                                                       | Carlo Russo (DC) [dal 28/03/1974]                    |                                                 |
| IV   | Giustizia |                                                      | Oronzo Reale (PRI) [fino al 23/11/1974]         |
| IV   | Giustizia | Riccardo Misasi (DC) [dal 15/01/1975]                |                                                 |
| V    | Bilancio e programmazione - partecipazioni statali                                                               |                                                      | Carlo Donat-Cattin (DC) [fino al 12/07/1972]    |
| V    | Bilancio e programmazione - partecipazioni statali                                                               | Luigi Preti (PSDI) [dal 14/07/1972 al 07/07/1973]    |                                                 |
| V    | Bilancio e programmazione - partecipazioni statali                                                               | Alessandro Reggiani (PSDI) [dal 18/09/1973]          |                                                 |
| VI   | Finanze e Tesoro                                                                                                 |                                                      | Franco Maria Malfatti (DC) [fino al 07/07/1973] |
| VI   | Finanze e Tesoro                                                                                                 | Giuseppe La Loggia (DC) [dal 18/09/1973]             |                                                 |
| VII  | Difesa |                                                      | Domenico Magrì (DC) [fino al 19/09/1973]        |
| VII  | Difesa | Mario Marino Guadalupi (PSI) [dal 27/09/1973]        |                                                 |
| VIII | Istruzione e belle arti                                                                                          |                                                      | Luigi Gui (DC) [fino al 07/07/1973]             |
| VIII | Istruzione e belle arti                                                                                          | Renato Ballardini (PSI) [dal 18/09/1973]             |                                                 |
| IX   | Lavori pubblici                                                                                                  |                                                      | Costante Degan (DC) [fino al 28/11/1974]        |
| IX   | Lavori pubblici                                                                                                  | Luigi Giglia (DC) [dal 18/12/1974]                   |                                                 |
| X    | Trasporti e aviazione civile, marina mercantile, poste e telecomunicazioni                                       |                                                      | Vittore Catella (PLI) [fino al 10/07/1974]      |
| X    | Trasporti e aviazione civile, marina mercantile, poste e telecomunicazioni                                       | Loris Fortuna (PSI) [dal 17/07/1974]                 |                                                 |
| XI   | Agricoltura e foreste                                                                                            |                                                      | Ferdinando Truzzi (DC)                          |
| XII  | Industria e commercio, artigianato, commercio estero                                                             |                                                      | Riccardo Misasi (DC) [fino al 14/01/1975]       |
| XII  | Industria e commercio, artigianato, commercio estero                                                             | Oscar Mammì (PRI) [dal 22/01/1975]                   |                                                 |
| XIII | Lavoro, assistenza e previdenza sociale, cooperazione                                                            |                                                      | Amos Zanibelli (DC)                             |
| XIV  | Igiene e sanità pubblica                                                                                         |                                                      | Leandro Rampa (DC) [fino al 20/09/1973]         |
| XIV  | Igiene e sanità pubblica                                                                                         | Salvatore Frasca (PSI) [dal 02/10/1973]              |                                                 |

### Riepilogo della composizione
| Gruppo parlamentare alla Camera dei deputati | Gruppo parlamentare alla Camera dei deputati           | Inizio legislatura | 1972 | 1973 | 1974 | 1975 | Fine legislatura |
| -------------------------------------------- | ------------------------------------------------------ | ------------------ | ---- | ---- | ---- | ---- | ---------------- |
|                                              | Democrazia Cristiana (DC)                              | 266                | 266  | 266  | 264  | 263  | 263              |
|                                              | Partito Comunista Italiano (PCI)                       | 175                | 175  | 175  | 175  | 175  | 175              |
|                                              | Partito Socialista Italiano (PSI)                      | 61                 | 61   | 61   | 61   | 61   | 61               |
|                                              | Movimento Sociale Italiano - Destra Nazionale (MSI-DN) | 56                 | 56   | 56   | 55   | 55   | 55               |
|                                              | Partito Socialista Democratico Italiano (PSDI)         | 29                 | 29   | 29   | 30   | 30   | 30               |
|                                              | Partito Liberale Italiano (PLI)                        | 20                 | 20   | 20   | 20   | 20   | 20               |
|                                              | Partito Repubblicano (PRI)                             | 15                 | 15   | 15   | 15   | 15   | 15               |
|                                              | Gruppo misto                                           | 7                  | 8    | 8    | 9    | 10   | 10               |
| Totale                                       | Totale                                                 | 629                | 630  | 630  | 629  | 629  | 629              |

## Senato della Repubblica

### Consiglio di presidenza

#### Presidenti
- Amintore Fanfani (DC) [fino al 22/09/1975] - L'elezione è avvenuta il 25 maggio 1972
- Giovanni Spagnolli (DC) - L'elezione è avvenuta il 27 giugno 1973.

#### Vicepresidenti
- Giuseppe Spataro (DC)
- Francesco Albertini (PSI)
- Mario Venanzi (PCI)
- Tullia Romagnoli Carettoni (Sin. Ind.)

#### Questori
- Dino Limoni (DC)
- Luigi Buzio (PSDI)
- Mario Fabiani (PCI) [fino al 21/02/1973]
- Mario Li Vigni (PCI) [dal 28/02/1973]

#### Segretari
- Cristoforo Ricci (DC)
- Carlo Torelli (DC)
- Luigi Arnone (PSI)
- Francesco Arena (PLI) [fino al 06/06/1975]
- Adelio Albarello (PCI)
- Biagio Pinto (Misto-PRI) [fino al 27/11/1974]
- Pasquale Poerio (PCI)
- Cristoforo Filetti (MSI-DN)
- Claudio Venanzetti (Misto-PRI) [dal 18/12/1974]
- Giuseppe Balbo (PLI) [dal 25/06/1975]

### Capigruppo parlamentari
| Gruppo parlamentare | Gruppo parlamentare                           | Presidente                                                                   | Seggi     |
| ------------------- | --------------------------------------------- | ---------------------------------------------------------------------------- | --------- |
|                     | Democratico Cristiano                         | Giovanni Spagnolli [fino al 26/06/1973] Giuseppe Bartolomei [dal 18/07/1973] | 135 / 319 |
|                     | Comunista                                     | Umberto Terracini [fino al 14/02/1973] Edoardo Perna [dal 15/02/1973]        | 82 / 319  |
|                     | Partito Socialista Italiano                   | Giovanni Pieraccini [fino al 06/07/1973] Michele Zuccalà [dal 31/07/1973]    | 36 / 319  |
|                     | Movimento Sociale Italiano - Destra Nazionale | Gastone Nencioni                                                             | 26 / 319  |
|                     | Partito Socialista Democratico Italiano       | Dante Schietroma [fino al 29/06/1973] Egidio Ariosto [dall'11/07/1972]       | 12 / 319  |
|                     | Partito Liberale Italiano                     | Giorgio Bergamasco [fino al 25/06/1972] Manlio Brosio [dal 13/07/1972]       | 10 / 319  |
|                     | Sinistra indipendente                         | Ferruccio Parri                                                              | 9 / 319   |
|                     | Misto                                         | Michele Cifarelli                                                            | 9 / 319   |

#### Gruppi cessati di esistere nel corso della legislatura
| Gruppo parlamentare | Gruppo parlamentare                             | Presidente     | Data di scioglimento |
| ------------------- | ----------------------------------------------- | -------------- | -------------------- |
|                     | Partito Socialista Italiano di Unità Proletaria | Mario Li Vigni | 02/08/1972           |

### Commissioni parlamentari
| #    | Commissione | Presidente                                            | Presidente                                          |
| ---- | --- | ----------------------------------------------------- | --------------------------------------------------- |
| I    | Affari costituzionali, affari della Presidenza del Consiglio e dell'Interno, ordinamento generale dello Stato e della Pubblica Amministrazione |                                                       | Alfonso Tesauro (DC)                                |
| II   | Giustizia |                                                       | Virginio Bertinelli (PSDI) [fino al 13/06/1973]     |
| II   | Giustizia | Agostino Viviani (PSI) [dal 25/09/1973]               |                                                     |
| III  | Affari esteri |                                                       | Mario Scelba (DC)                                   |
| IV   | Difesa |                                                       | Walter Garavelli (PSDI)                             |
| V    | Programmazione economica, bilancio |                                                       | Giuseppe Caron (DC)                                 |
| VI   | Finanze e tesoro |                                                       | Mario Martinelli (DC) [fino al 24/09/1973]          |
| VI   | Finanze e tesoro | Italo Viglianesi (PSI) [dal 26/09/1973]               |                                                     |
| VII  | Istruzione pubblica e belle arti, ricerca scientifica, spettacolo e sport                                                                      |                                                       | Giovanni Spadolini (Misto-PRI) [fino al 17/12/1974] |
| VII  | Istruzione pubblica e belle arti, ricerca scientifica, spettacolo e sport                                                                      | Michele Cifarelli (Misto-PRI) [dal 19/12/1974]        |                                                     |
| VIII | Lavori pubblici, comunicazioni |                                                       | Giuseppe Togni (DC) [fino al 05/07/1973]            |
| VIII | Lavori pubblici, comunicazioni | Mario Martinelli (DC) [dal 26/02/1973 al 22/11/1974]  |                                                     |
| VIII | Lavori pubblici, comunicazioni | Remo Sammartino (DC) [dal 17/12/1974]                 |                                                     |
| IX   | Agricoltura |                                                       | Arnaldo Colleselli (DC)                             |
| X    | Industria, commercio, turismo |                                                       | Camillo Ripamonti (DC) [fino al 05/07/1973]         |
| X    | Industria, commercio, turismo | Giuseppe Tortora (PSI) [dal 26/09/1973 al 10/07/1974] |                                                     |
| X    | Industria, commercio, turismo | Edoardo Catellani (DC) [dall'11/07/1974]              |                                                     |
| XI   | Lavoro, previdenza sociale |                                                       | Vittorio Pozzar (DC)                                |
| XII  | Igiene e sanità |                                                       | Augusto Premoli (PLI) [fino al 10/07/1974]          |
| XII  | Igiene e sanità | Giacinto Minnocci (PSI) [dall'11/07/1974]             |                                                     |

### Riepilogo della composizione
| Gruppo parlamentare al Senato della Repubblica | Gruppo parlamentare al Senato della Repubblica          | Gruppo parlamentare al Senato della Repubblica          | Gruppo parlamentare al Senato della Repubblica          | Inizio legislatura | 1972 | 1973 | 1974 | 1975 | Fine legislatura |
| ---------------------------------------------- | ------------------------------------------------------- | ------------------------------------------------------- | ------------------------------------------------------- | ------------------ | ---- | ---- | ---- | ---- | ---------------- |
|                                                | Democratico Cristiano (DC)                              | Democratico Cristiano (DC)                              | Democratico Cristiano (DC)                              | 137                | 136  | 136  | 136  | 136  | 135              |
|                                                | Comunista (PCI)                                         | Comunista (PCI)                                         | Comunista (PCI)                                         | 74                 | 82   | 82   | 83   | 83   | 82               |
|                                                | Partito Socialista Italiano (PSI)                       | Partito Socialista Italiano (PSI)                       | Partito Socialista Italiano (PSI)                       | 34                 | 36   | 36   | 36   | 36   | 36               |
|                                                | Movimento Sociale Italiano - Destra Nazionale (MSI-DN)  | Movimento Sociale Italiano - Destra Nazionale (MSI-DN)  | Movimento Sociale Italiano - Destra Nazionale (MSI-DN)  | 26                 | 26   | 26   | 26   | 26   | 26               |
|                                                | Partito Socialista Democratico Italiano (PSDI)          | Partito Socialista Democratico Italiano (PSDI)          | Partito Socialista Democratico Italiano (PSDI)          | 12                 | 12   | 12   | 12   | 12   | 12               |
|                                                | Partito Liberale Italiano (PLI)                         | Partito Liberale Italiano (PLI)                         | Partito Liberale Italiano (PLI)                         | 10                 | 10   | 10   | 10   | 10   | 10               |
|                                                | Sinistra indipendente (Sin. Ind.)                       | Sinistra indipendente (Sin. Ind.)                       | Sinistra indipendente (Sin. Ind.)                       | 10                 | 11   | 11   | 10   | 10   | 9                |
|                                                | Partito Socialista Italiano di Unità Proletaria (PSIUP) | Partito Socialista Italiano di Unità Proletaria (PSIUP) | Partito Socialista Italiano di Unità Proletaria (PSIUP) | 11                 | —    | —    | —    | —    | —                |
|                                                | Gruppo misto                                            |                                                         | Non iscritti                                            | 1                  | 1    | 1    | 1    | 1    | 4                |
|                                                | Gruppo misto                                            | Partito Repubblicano Italiano (PRI)                     | 5                                                       | 5                  | 5    | 5    | 5    | 5    |                  |
|                                                | Gruppo misto                                            | Südtiroler Volkspartei (SVP)                            | 2                                                       | 2                  | 2    | 2    | 2    | 2    |                  |
|                                                | Gruppo misto                                            | Partito Autonomista Valdostano (PAV)                    | —                                                       | 1                  | 1    | 1    | 1    | 1    |                  |
| Totale gruppo misto                            | Totale gruppo misto                                     | 8                                                       | 9                                                       | 9                  | 9    | 9    | 12   |      |                  |
| Totale                                         | Totale                                                  | Totale                                                  | Totale                                                  | 322                | 322  | 322  | 322  | 322  | 322              |

### Modifiche nella composizione dei gruppi parlamentari
1. ↑  Un deputato abbandona il gruppo DC durante il 1974. Aderisce al gruppo Misto: Fiorentino Sullo l'8 aprile.

Tre deputati del gruppo DC decedono durante il 1974: Enrico Medi il 26 maggio, il 29 maggio è sostituito da Ennio Pompei; Antonio Bodrito il 26 agosto, il 25 settembre è sostituito da Pietro Zoppi; Rodolfo Vicentini il 19 dicembre, il 9 gennaio 1975 è sostituito da Ernesta Belussi.
2. ↑  Una deputata subentrante aderisce al gruppo DC durante il 1975: Ernesta Belussi il 9 gennaio, in sostituzione di Rodolfo Vicentini.

Un deputato abbandona il gruppo DC durante il 1975. Aderisce al gruppo PSDI: Vittorio Salvatori il 12 marzo.

Un deputato del gruppo DC cessa dal mandato parlamentare durante il 1975: Adriano Ciaffi il 21 agosto, il 23 settembre è sostituito da Roberto Massi.

Tre deputati del gruppo DC decedono durante il 1975: Giuseppe Balasso il 15 maggio, il 21 maggio è sostituito da Valentino Perdonà; Francesco Verga il 28 agosto, l'8 ottobre è sostituito da Pietro Bruschi; Pietro Riccio il 14 novembre.
3. ↑  Due deputati del gruppo DC cessano dal mandato parlamentare durante il 1976: Mario Ferrari Aggradi il 2 marzo, il giorno successivo è sostituito da Gianfranco Rocelli; Domenico Magrì il 27 aprile, il giorno successivo è sostituito da Salvatore Barberi.

Un deputato del gruppo DC decede durante il 1976: Franco Restivo il 17 aprile, il 22 aprile è sostituito da Benedetto Del Castillo.
4. ↑  Un deputato del gruppo PCI decede durante il 1972: Roberto Marmugi il 29 ottobre, l'8 novembre è sostituito da Bruno Niccoli.
5. ↑  Tre deputati del gruppo PCI decedono durante il 1973: Aldo Arzilli il 26 gennaio, il 31 gennaio è sostituito da Rosalia Vagli; Mauro Silvano Lombardi il 28 aprile, il 3 maggio è sostituito da Federico Pietro Mignani; Giuliano De Laurentiis il 12 ottobre, il 17 ottobre è sostituito da Guglielmo Mancinelli.
6. ↑  Un deputato del gruppo PCI cessa dal mandato parlamentare durante il 1974: Tullio Benedetti il 26 novembre, lo stesso giorno è sostituito da Piergiorgio Allera.
7. ↑  Quattro deputati del gruppo PCI cessano dal mandato parlamentare durante il 1975: Alessandro Ferretti il 14 maggio, il 20 maggio è sostituito da Domenico Bacchi; Vito Damico il 18 giugno, il 25 giugno è sostituito da Pompeo Colajanni; Renato Bastianelli e Domenico Valori il 21 agosto, il 23 settembre sono sostituiti rispettivamente da Claudio Bruno Corvatta e Gennaro Barboni.
8. ↑  Un deputato del gruppo PSI cessa dal mandato parlamentare durante il 1972: Leonetto Amadei il 27 giugno, il 6 luglio è sostituito da Aldo Spinelli.
9. ↑  Un deputato del gruppo PSI cessa dal mandato parlamentare durante il 1974: Armando Cascio il 25 settembre, il giorno successivo è sostituito da Salvatore Miceli.
10. ↑  Due deputati del gruppo MSI-DN decedono durante il 1973: Giovanni de Lorenzo il 26 aprile, il 3 maggio è sostituito da Michele Marchio; Aldo Maina il 2 agosto, il 26 settembre è sostituito da Andrea Galasso.
11. ↑  Un deputato abbandona il gruppo MSI-DN durante il 1974. Aderisce al gruppo Misto: Gino Birindelli il 28 giugno.

Un deputato del gruppo MSI-DN decede durante il 1974: Nicola Romeo il 25 maggio, il 29 maggio è sostituito da Benito Bollati.
12. ↑  Un deputato del gruppo MSI-DN cessa dal mandato parlamentare durante il 1975: Michele Cassano il 21 agosto, il 23 settembre è sostituito da Achille Tarsia Incuria.

Un deputato del gruppo MSI-DN decede durante il 1975: Antonio Messeni Nemagna il 26 febbraio, il 5 marzo è sostituito da Ferdinando Marinelli.
13. ↑  Un deputato del gruppo PSDI cessa dal mandato parlamentare durante il 1973: Anselmo Martoni il 24 gennaio, il 24 febbraio è sostituito da Livio Ligori.
14. ↑  Un deputato aderisce al gruppo PSDI durante il 1974. Abbandonando il gruppo Misto: Fiorentino Sullo il 3 giugno.

Un deputato del gruppo PSDI decede durante il 1974: Salvatore Cottoni il 24 settembre, il 27 settembre è sostituito da Umberto Genovesi.
15. ↑  Un deputato aderisce al gruppo PSDI durante il 1975. Abbandonando il gruppo DC: Vittorio Salvatori il 12 marzo.

Un deputato abbandona il gruppo PSDI durante il 1975. Aderisce al gruppo Misto: Luigi Angrisani il 28 gennaio.

Un deputato del gruppo PSDI decede durante il 1975: Enzo Poli il 19 aprile, il 23 aprile è sostituito da Giuseppe Averardi.
16. ↑  Un deputato del gruppo PLI decede durante il 1976: Giuseppe Alpino l'8 maggio, il 19 maggio è sostituito da Enrico Michele Demarchi.
17. ↑  Un deputato subentrante aderisce al gruppo Misto durante il 1972: Emilio Chanoux il 26 novembre, in sostituzione di Germano Ollietti.
18. ↑  Due deputati aderiscono al gruppo Misto durante il 1974. Abbandonando il gruppo DC: Fiorentino Sullo l'8 aprile. Abbandonando il gruppo MSI-DN: Gino Birindelli il 28 giugno.

Un deputato abbandona il gruppo Misto durante il 1974. Aderisce al gruppo PSDI: Fiorentino Sullo il 3 giugno.
19. ↑  Un deputato aderisce al gruppo Misto durante il 1975. Abbandonando il gruppo PSDI: Luigi Angrisani il 28 gennaio.
20. ↑  Un senatore del gruppo DC cessa dal mandato parlamentare durante il 1972: Giacinto Bosco il 18 luglio, il giorno successivo è sostituito da Salvatore Sica.

Un senatore del gruppo DC decede durante il 1972: Antonio Segni il 1º dicembre.
21. ↑  Un senatore del gruppo DC decede durante il 1973: Alfredo Scipioni il 18 settembre, il 25 settembre è sostituito da Alessandro Niccoli.
22. ↑  Un senatore del gruppo DC decede durante il 1974: Guglielmo Pelizzo il 6 ottobre, il giorno successivo è sostituito da Michele Martina.
23. ↑  Quattro senatori del gruppo DC decedono durante il 1975: Arcangelo Russo l'11 maggio, il 15 maggio è sostituito da Antonino Rizzo; Francesco Ferrari il 4 agosto, il 25 settembre è sostituito da Vitantonio Perrino; Angelo De Luca il 7 novembre, il 13 novembre è sostituito da Pietro De Dominicis; Faustino Zugno il 9 dicembre, il 18 dicembre è sostituito da Leonello Zenti.
24. ↑  Una senatrice abbandona il gruppo DC durante il 1976. Aderisce al gruppo Misto-NI: Maria Pia Dal Canton il 1º maggio.

Un senatore del gruppo DC decede durante il 1976: Attilio Piccioni il 10 marzo, il 16 marzo è sostituito da Antonio Bonadies.
25. ↑  Otto senatori aderiscono al gruppo PCI durante il 1972. Abbandonando il gruppo PSIUP: Adelio Albarello, Andrea Filippa, Mario Li Vigni, Roberto Maffioletti, Antonio Mari, Modesto Gaetano Merzario, Pietro Pinna e Dario Valori il 2 agosto.

Un senatore del gruppo PCI decede durante il 1972: Antonino Maccarrone il 31 ottobre, il 21 novembre è sostituita da Giglia Tedesco.
26. ↑  Un senatore del gruppo PCI decede durante il 1973: Pietro Secchia il 7 luglio, il 26 luglio è sostituito da Leopoldo Attilio Martino.
27. ↑  Un senatore subentrante aderisce al gruppo PCI durante il 1974: Tullio Benedetti il 19 novembre, in sostituzione di Franco Antonicelli del gruppo Sin. Ind.

Un senatore del gruppo PCI decede durante il 1974: Mario Fabiani il 13 febbraio, il 21 febbraio è sostituito da Carlo Marselli.
28. ↑  Una senatrice abbandona il gruppo PCI durante il 1976. Aderisce al gruppo Misto-NI: Carmen Zanti il 3 luglio.

Un senatore del gruppo PCI decede durante il 1976: Armando Scarpino il 20 febbraio, il 2 marzo è sostituito da Luigi Tropeano.
29. ↑  Due senatori aderiscono al gruppo PSI durante il 1972. Abbandonando il gruppo PSIUP: Nicola Corretto e Vincenzo Gatto il 2 agosto.
30. ↑  Un senatore del gruppo MSI-DN decede durante il 1973: Gaetano Fiorentino il 17 febbraio, il 22 febbraio è sostituito da Alberto Gattoni.
31. ↑  Un senatore del gruppo MSI-DN decede durante il 1974: Giorgio Bacchi il 24 novembre, il 3 dicembre è sostituito da Antonio Capua.
32. ↑  Un senatore del gruppo PSDI decede durante il 1973: Virginio Bertinelli il 13 giugno, il 26 giugno è sostituito da Carlo Porro.
33. ↑  Un senatore del gruppo PSDI cessa dal mandato parlamentare durante il 1973: Giuseppe Averardi il 23 aprile, il 7 maggio è sostituito da Carmelo Latino.
34. ↑  Un senatore del gruppo PLI decede durante il 1975: Francesco Arena il 6 giugno, il 18 giugno è sostituito da Stefano Germanò.
35. ↑  Un senatore aderisce al gruppo Sin. Ind. durante il 1972. Abbandonando il gruppo PSIUP: Dante Rossi il 2 agosto.
36. ↑  Un senatore del gruppo Sin. Ind. decede durante il 1974: Franco Antonicelli il 6 novembre, il 19 novembre è sostituito da Tullio Benedetti che aderisce al gruppo PCI.
37. ↑  Una senatrice abbandona il gruppo Sin. Ind. durante il 1976. Aderisce al gruppo Misto-NI: Tullia Romagnoli Carettoni il 1º maggio.
38. ↑  Undici senatori abbandonano il gruppo PSIUP durante il 1972. Aderiscono al gruppo PCI: Adelio Albarello, Andrea Filippa, Mario Li Vigni, Roberto Maffioletti, Antonio Mari, Modesto Gaetano Merzario, Pietro Pinna e Dario Valori il 1º agosto. Aderiscono al gruppo PSI: Nicola Corretto e Vincenzo Gatto il 1º agosto. Aderisce al gruppo Sin. Ind.: Dante Rossi il 1º agosto.
39. ↑  Un senatore subentrante aderisce al gruppo Misto-NI durante il 1972: Giuseppe Filliétroz il 28 novembre, in sostituzione di Oreste Marcoz.

Un senatore abbandona il gruppo Misto-NI durante il 1972. Aderisce al gruppo Misto-PAV: Giuseppe Filliétroz l'11 dicembre.
40. ↑  Tre senatrici aderiscono al gruppo Misto-NI durante il 1976. Abbandonando il gruppo DC: Maria Pia Dal Canton il 2 maggio. Abbandonando il gruppo Sin. Ind: Tullia Romagnoli Carettoni il 2 maggio. Abbandonando il gruppo PCI: Carmen Zanti il 4 luglio.
41. ↑  Un senatore aderisce al gruppo Misto-PAV durante il 1972. Abbandonando il gruppo Misto-NI: Giuseppe Filliétroz il 12 dicembre.

### Modifiche nella nomenclatura dei gruppi parlamentari
1. ↑  Il gruppo Partito Socialista Italiano di Unita' Proletaria (PSIUP) cessa il 2 agosto 1972.
2. ↑  La componente Partito Autonomista Valdostano (PAV) si forma il 12 dicembre 1972 con un senatore aderente proveniente dal gruppo Misto-NI.